# Juan Manuel Santisteban
Santisteban  Lapeire est un nom espagnol. Le premier nom de famille, en général paternel, est Santisteban ; le second, en général maternel, souvent omis, est Lapeire.
Juan Manuel Santisteban Lapeire (né le 25 octobre 1944 à Ampuero et mort le 21 mai 1976 à Catane) est un ancien cycliste espagnol. Il est mort accidentellement lors de la première étape du Tour d'Italie 1976.
Une course amateur, le Mémorial Juan Manuel Santisteban, est organisée chaque année en son hommage. 

## Palmarès
- 1970
  - 3e du Tour de La Rioja
  - 10e du Tour d'Espagne
- 1971
  - 3e étape du Tour du Levant
  - 5e étape du Tour des Asturies
  - 3e étape du Tour de Cantabrie
- 1972
  - 5e étape du Tour de Catalogne
- 1973
  - 9ea étape du Tour d'Espagne
- 1974
  - 15e étape du Tour d'Espagne
  - 2e étape du Tour d'Aragon
  - 6ea étape du Critérium du Dauphiné libéré
  - Tour des Asturies
    - Classement général
    - 2eb (contre-la-montre par équipes) et 4e étapes

  - 4e étape du Tour des vallées minières
  - Trois Jours de Leganés
  - 2e du Tour de La Rioja
  - 2e du Tour de Ségovie
- 1976
  - 7e étape du Tour d'Andalousie

## Résultats sur les grands tours

### Tour d'Italie
1 participation
- 1976 : chute mortelle dans la 1re étape

### Tour d'Espagne
6 participations
- 1970 : 10e
- 1971 : abandon
- 1973 : 41e, vainqueur de la 9ea étape
- 1974 : 39e, vainqueur de la 15e étape
- 1975 : 43e
- 1976 : 31e